# Sarah Vandella
Sarah Vandella (Hauppauge, 2 dicembre 1983) è un'attrice pornografica statunitense.

## Biografia
Cresciuta in una famiglia di culto ebraico riformato, a Hicksville, nello Stato di New York, ai tempi del liceo ha lavorato come cameriera in un Dunkin' Donuts e in un salone di parrucchiere. Dopo il liceo, ha cominciato a lavorare in un sexy shop. Successivamente ha svolto anche l'attività di ballerina in alcuni club, nonché quella di escort in due case di tolleranza legali del Nevada (il Wild Horse Adult Resort & Spa e lo Sheri's Ranch).
Ha cominciato la carriera nel porno a 24 anni, nel 2007. Sotto contratto con la Zero Tolerance Entertainment, nel 2009 e nel 2010 ha utilizzato lo pseudonimo di Sara Sloane. Con la Zero Tolerance e le sue aziende consociate, è apparsa in più di venti film, dopo i quali è tornata ad utilizzare il suo vero nome. Ha girato pellicole pornografiche per le principali case di produzione del settore (Vivid, Hustler, Naughty America, Reality Kings, Brazzers e Adam & Eve) e per le sue scene è stata nominata numerose volte agli AVN Awards.

## Riconoscimenti
NightMoves Award
- 2018 - Female Performer of the Year[8]